# ملاپریشان
ملا پریشان لرستانی سرایندۀ عارف اهل لرستان سده چهارده و پانزدهم میلادی است (مصادف با نیمه دوم قرن هشتم هجری) که در دلفان ، دینور یا نورآباد زندگی می‌کرده است بسیاری از منابع او را از قوم لر می‌دانند. برخی از منابع اشعار ملاپریشان را گورانی دانسته اند. زبانی که زبانشناسان از سدهٔ بیستم به بعد آن را یک زبان مستقل و در شاخه زبان های شمالغربی ایرانی طبقه بندی کرده اند. دایرةالمعارف اسلامی زبان اشعار ملا پریشان را لری و لکی می‌داند. او یکی از مشاهیر مردم لک در حوزه ادبِ عرفانی محسوب می‌شود. اشعار وی دارای وزن هجایی هست. سید خلیل عالی‌نژاد و گروه مستور از جمله کسانی هستند که اشعار وی را در موسیقی خود به کار برده‌اند. دیوان او در سال ۱۹۱۶ برای اولین بار در کرمانشاه چاپ شده است.

## تبار قومی
برخی محققان زادگاه او را دینور دانسته‌اند، برخی دیگر او را از مردم لک و ایل غیاثوند و اهل سلسله و دلفان به‌شمار آورده‌اند، ملاپریشان اشعار خود را به زبان زبان لکی و گورانی  سروده است. دایرةالمعارف اسلامی وی را به‌عنوان شاعر نام‌دار قوم لر معرفی می‌کند. بسیاری از منابع او را لر می‌دانند.
در کتاب یادی از بزرگان آمده است، اشعار ملا ابوالقاسم پریشان یا پریشان لر عمدتا به لری و لکی هستند، اما همچون برخی شاغران دیگر خطه غرب ایران، عده‌ای بر کُرد بودن او اصرار می ورزند.
در دایره المعارف کردی آمده در ارتباط با ملا پریشان لُر آمده است: «ملاپریشان لُر آثاری هم به زبان فارسی و عربی داشته که اکنون اثری از آنها در میان نیست و فقط کتابی به نام (پریشان‌نامه) از او به یادگار مانده که به گویش لری تحت تاثیر گویش گورانی سروده شده و یک شاهکار ادبی به شمار می‌رود.»

## زندگی
در دیوان شعر نورعلی بن علی مردان بیرانوند، نام ملا پریشان با پسوند حسنوند ذکر شده است.
| ژ الوار کوه حق پیدا میو |  | یا من فی‌الجبال، خزائنهُ |

  ترجمه بیت بالا: از لرهای کوه پایه‌نشین حقیقت یافت میگردد هم چنان که گنج‌ها در کوهساران پیدا میشوند.
اسفندیار غضنفری امرایی گردآورنده دیوان ملا پریشان بر طبق این شعر وی را هم دوره شیخ رجب بُرسی می‌داند؛ و می‌گوید با توجه به معاصر بودند وی با شیخ رجب بررسی استنباط می‌شود وی در قرن هفتم یا هشتم می‌زیسته است. ملا پریشان یکی از شاعران متعصب نهضت حروفیه است. عقاید حروفیه در اشعارش نمایان است.
| وَ اَو گِشت قُرصی، شیخ رجب برسی |  | ده وحدت حرفی، اَو ده مِه پرسی |
| پنجاه سال طریق خدمتم گذاشت  |  | غیر ژَ یَک رشته، جربزه نداشت  |
| و ترسَ سِلمی و سِلمَ تِرسِی       |  | یَسَه ماهیت شیخ رجب لوری      |

## عقاید
اشعار ملاپریشان در دیوان وی، مشهور به پریشان نامه گرد آمده‌اند. اشعار او نشان می‌دهد که او شیعه جعفری بوده و در جای‌جای دیوان خود بر ولایت علی تأکید نموده است. وی همچنین اشعاری در سوگ شهیدان کربلا دارد. از اشعار او می‌توان دریافت که او پیرو مذهب حروفیه نیز بوده که در زمان حیات او در لرستان رواج داشته است. ملاپریشان ظاهراً با تصوف رایج در زمان خود میانه‌ای نداشت و در برخی اشعار خود صوفیه را به باد نقد گرفته است. از این رو برخلاف نظر پاره‌ای از محققان که او را از صوفیان برشمرده‌اند، نمی‌توان او را صوفی به معنای معمول به حساب آورد.
او با مفاهیم عرفانی، کلامی و فلسفی آشنایی داشت. کاربرد اصطلاحاتی چون حدوث و قدم، قدم زمانی و قدم ذاتی، قوس صعود و قوس نزولی، احاطه و محاط و … در اشعار وی نشان از دانش او در این زمینه‌ها دارد. دیوان او نشان می‌دهد که او بر زبان عربی احاطه کامل داشته است. به علاوه اشارات او به منطق الطیر عطار و مثنوی مولوی و نیز سرودن قطعه‌ای بر سیاق «ساقی‌نامه» دیوان حافظ حکایت از آشنایی و انس او با این کتاب‌ها دارد. و سرسپردگی او به امام اول شیعیان، در اشعارش به وضوح پیداست.

## نمونه شعر

### با رسم‌الخط فارسی
| ساقی باوره، جامی پی مستی    |  | سودِم نیسیه؛ زیاِنم هستی         |
| ساقی پُر بکه جام یک منی      |  | بلکه بگذرم ژ ما و منی          |
| فدات بام ساقی تر زوانم که   |  | من درددارم ساقی، دوای گیانم که |
| ژو بادی بی غش خم خانهٔ دیرین |  | شیرمرد افکن تلخ لب شیرین       |
| بدر تا یکجا پاک ژه گناه بوم |  | مستی باورون فنا فی الله بوم    |